# Hockey en salle
 (mai 2011).

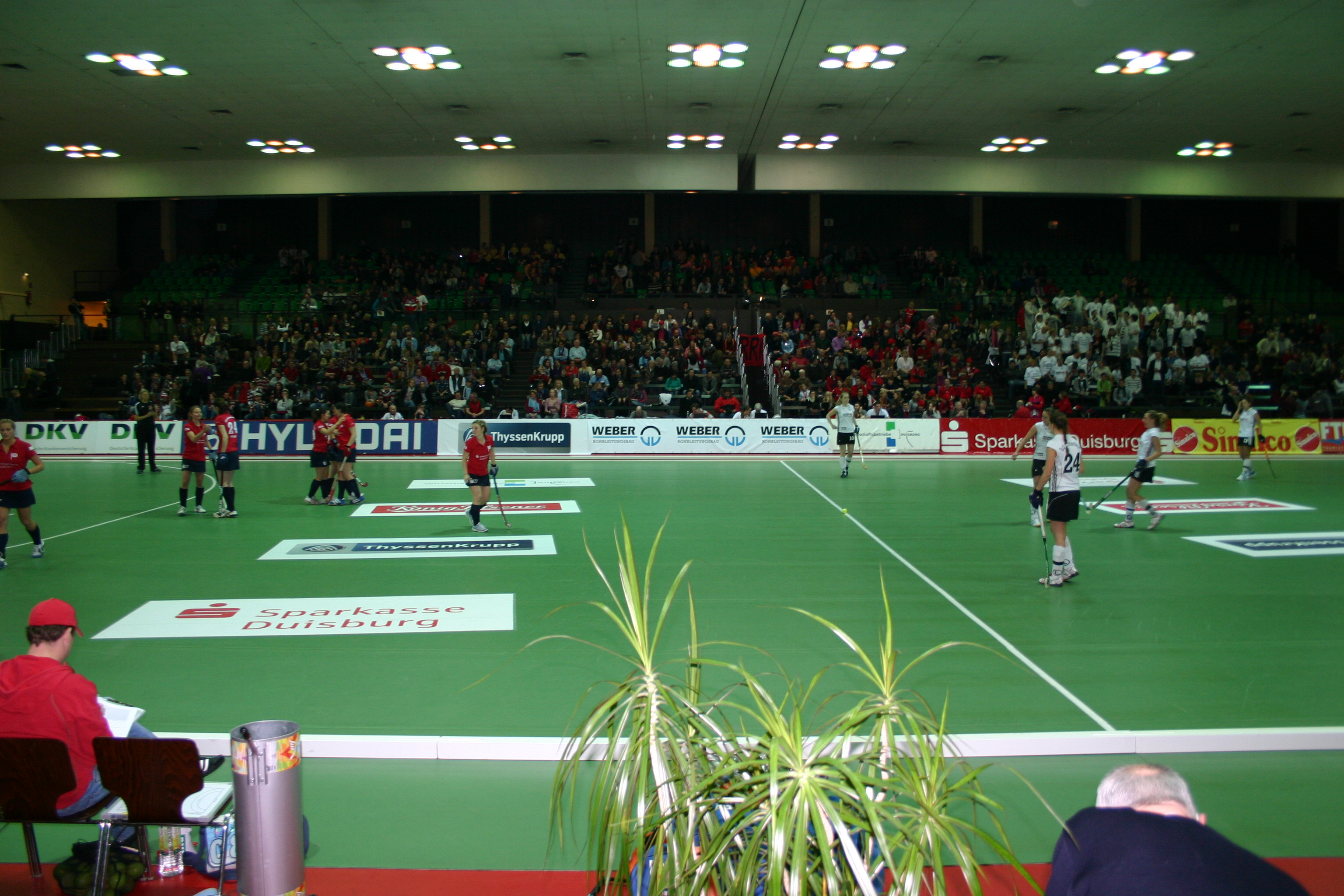
Hockey en salle.

Les mots hockey en salle, hockey balle ou encore dekhockey, désignent les formes de hockey pratiqués dans un gymnase et à pied, c'est-à-dire, ni dans une patinoire (hockey sur glace), ni sur gazon (hockey sur gazon), ni en patins à roulettes (roller in line hockey ou rink hockey).
Il existe plusieurs sports structurés qui peuvent être, suivant les pays, désignés comme hockey en salle :
- Le hockey en salle ou hockey indoor est joué par les joueurs de hockey sur gazon pendant la trêve hivernale, depuis les années 1950. Les équipes comptent six joueurs. Comme pour le hockey sur gazon, seul le gardien de but est complètement équipé. Les autres joueurs ont juste des protèges tibias et un gant à la main gauche. La première Coupe du monde a eu lieu à Leipzig en 2003. Après Vienne en 2007, la suivante a eu lieu en février 2011, à Poznań en Pologne (Coupe du monde de hockey en salle masculin 2011). La première coupe d'Europe des nations a eu lieu en 1974.
- Le floorball aussi appelé unihockey (en particulier en Suisse) ou innebandy (en Suède, Norvège, Finlande), dérivé du hockey sur glace d'origine Suédoise. Il se joue avec des crosses très légères dont le manche est en matériaux composites et la palette est en plastique, et avec une balle blanche en plastique creuse et trouée, très légère également. Les équipes comportent six joueurs dont un gardien. Les joueurs n'ont pas besoin de protections et le gardien n'a que des vêtements rembourrés et un casque. C'est un sport très rapide et spectaculaire. Il est pratiqué comme sport scolaire dans de nombreux pays. Il est pratiqué par des équipes mixtes car les règles protègent les joueurs de tous contacts.
- Le hockey en salle est la version européenne du hockey cosom. Il se joue avec des crosses de hockey sur glace qui sont désignées par le terme "bâton" et la balle par le terme "balle" (et non palet ni rondelle car c'est bien une balle, soit orange et pleine, soit blanche avec des trous).